# Adoretosoma arrowi
Adoretosoma arrowi är en skalbaggsart som beskrevs av Machatschke 1955. Adoretosoma arrowi ingår i släktet Adoretosoma och familjen Rutelidae. Inga underarter finns listade i Catalogue of Life.